# Congo (fleuve)
Pour les articles homonymes, voir Fleuve Congo (homonymie) et Congo.

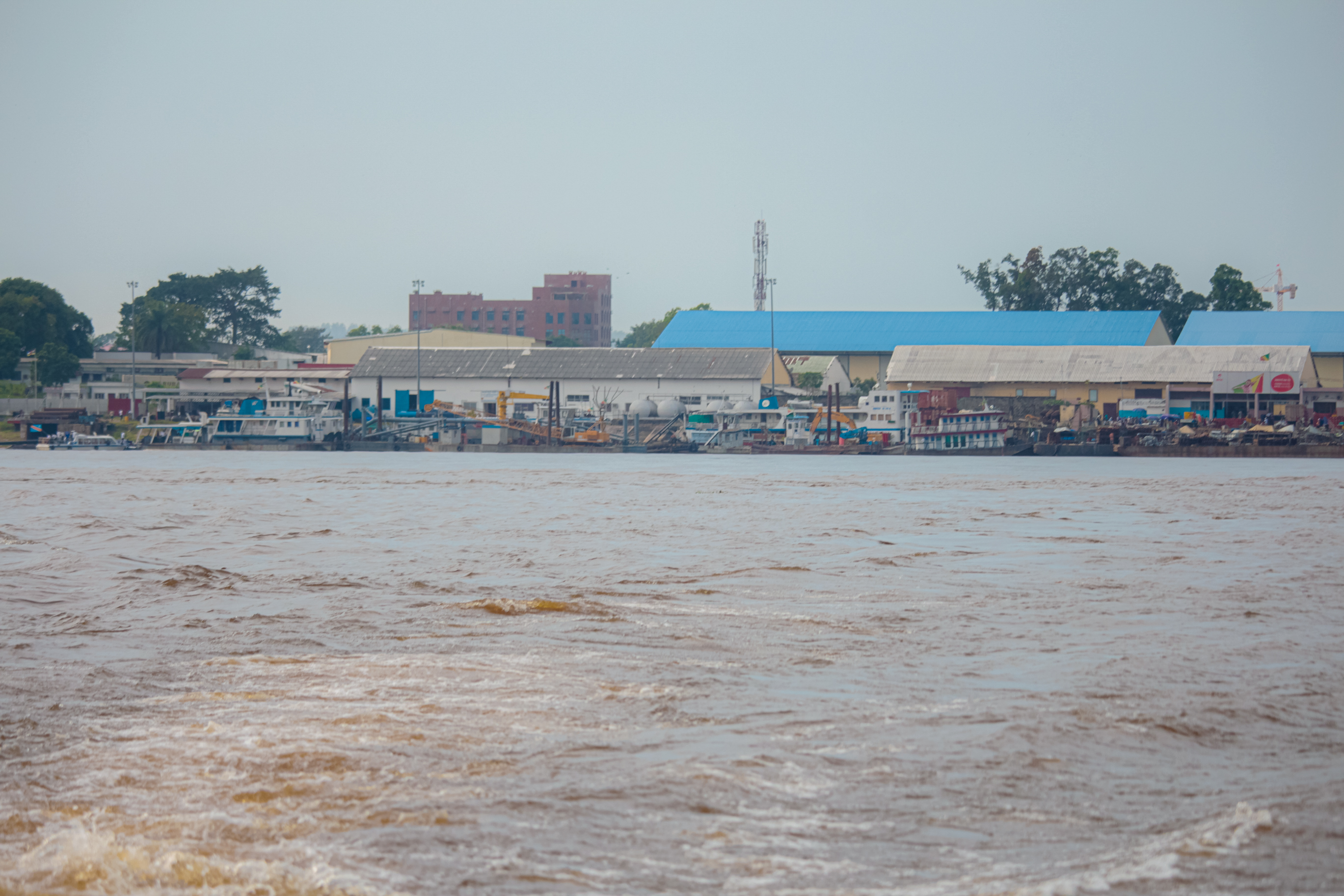
Fleuve Congo vue de Kinshasa depuis le port d'embarquement : Beach Ngobila

Le Congo est un fleuve d'Afrique centrale prenant sa source sur les hauts plateaux à la limite de l'Afrique australe, drainant de nombreux pays (dont majoritairement la république démocratique du Congo) et se jetant dans l'océan Atlantique. Il sert de frontière entre la république démocratique du Congo, la république du Congo et l'Angola. Son cours supérieur est appelé Lwalaba ou Lualaba, et entre les années 1970 et 1990 (zaïrianisation), la totalité du fleuve était appelé Zaïre à l'époque du Zaïre.
Avec ses 4 700 kilomètres de longueur, il est le huitième plus long fleuve du monde mais le second après l'Amazone pour son débit de 80 832 m3/s au maximum. Son bassin versant, d'une superficie de  3 680 000 km2, est le deuxième du monde. Sous réserve des vérifications nécessaires, des relevés bathymétriques par sonar effectués en 2008 pourraient en faire le fleuve le plus profond au monde, avec une profondeur dépassant 220 mètres sous forme de canyons immergés ; ses eaux abritent même une faune typiquement abyssale, parfois rejetée agonisante à sa surface en raison d'accidents de décompression brutale provoqués par la force des courants,.

## Toponymie

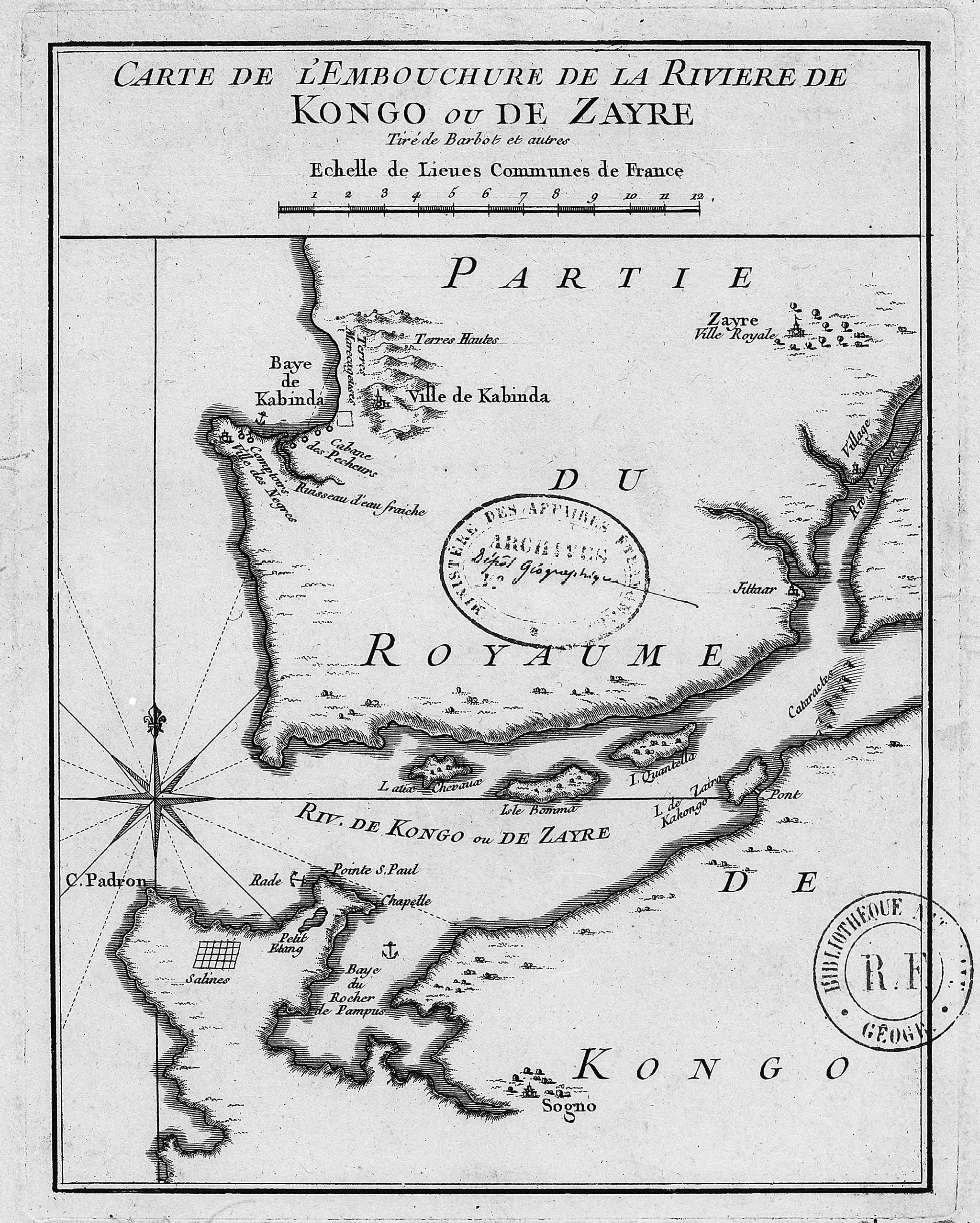
Carte de l'embouchure de la rivière de Kongo ou de Zayre (1747)

Lorsque l'embouchure du Congo fut explorée en 1482 par le Portugais Diogo Cão, celui-ci fait élever un pilier de pierre sur la rive pour marquer sa découverte. C'est ainsi que le fleuve est alors baptisé dans un premier temps Rio do Padrão (la « Rivière du Pilier »). L'existence de l'ancien royaume du Kongo situé en amont du fleuve décide les Portugais à nommer ce dernier du nom de Congo. Cependant, les populations indigènes du royaume désignaient eux le fleuve sous le terme de Nzadi (« le fleuve ») ou dialectalement Nzaï. Ce mot sera traduit au XVIe siècle par les Portugais en Zaïre, nom que Mobutu utilise pour renommer la république démocratique du Congo et le fleuve lui-même de 1971 à 1997.
Le Congo a été anciennement appelé Barbila à une époque plus reculée, et le haut du fleuve est appelé Lwalaba ou Lualaba.

## Exploration

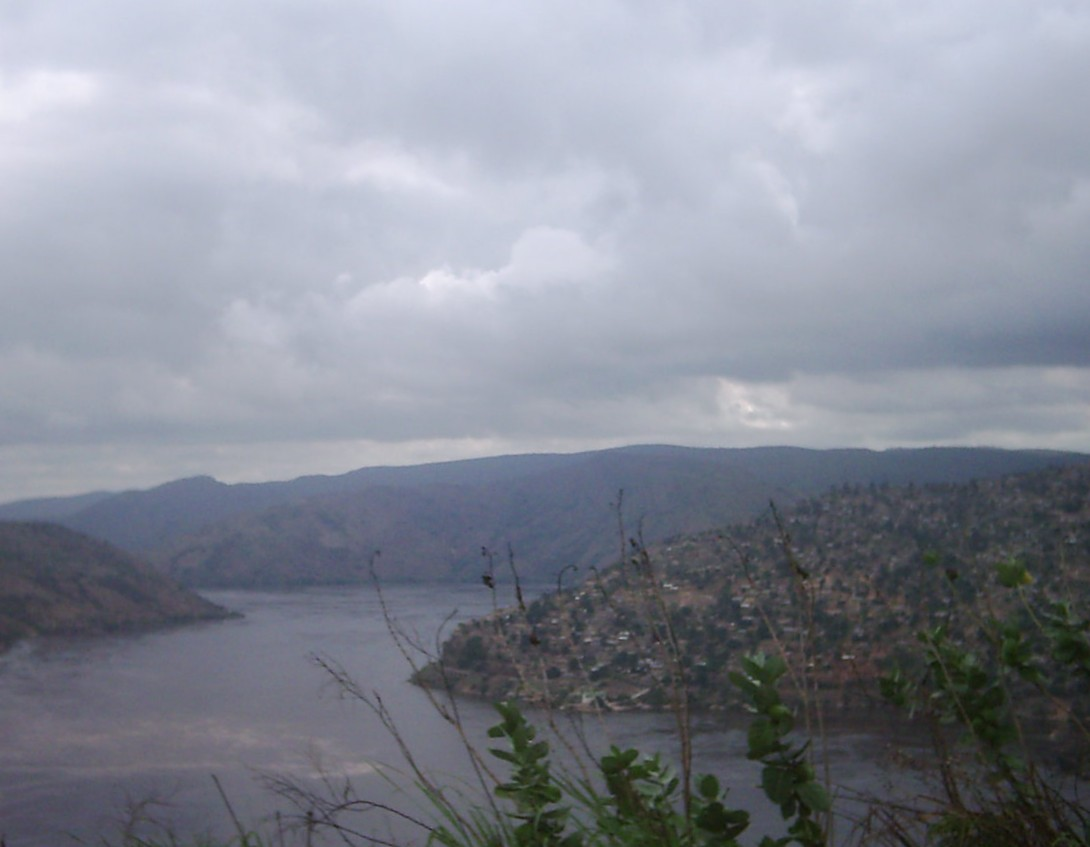
Le Congo à Matadi.

Après la première exploration portugaise de l'embouchure du fleuve Congo par Diogo Cão à la fin du XVe siècle, il faut attendre 1816 pour qu'une expédition britannique commandée par James Kingston Tuckey remonte le Congo jusqu'à Isangila. Henry Morton Stanley a été le premier Européen à naviguer le long du fleuve. Il rapporte que le Lualaba (autre nom du fleuve) n'est pas la source du Nil, comme cela était parfois suggéré à l'époque.
En 1884, l'Institut national de géographie de Bruxelles engage deux explorateurs allemand et autrichien, Eugen Zintgraff et Josef Chavanne, avec pour objectif de lever une carte du fleuve Congo depuis son embouchure jusqu'au Stanley Pool. Chavanne et son adjoint parcourent les environs de Nsumba et vont jusqu'au plateau d'Yellala. Ils entreprennent les travaux de triangulation entre Punta da Lenha et Boma, déterminent les positions géographiques de Boma et de Banana, en dressent le plan et installent un observatoire météorologique à Boma. Grâce à leurs relevés, ils établissent la première carte du cours inférieur du fleuve Congo.

## Rôle économique

Les voies navigables en République démocratique du Congo

Bien que les chutes Livingstone empêchent l'accès depuis la mer, le Congo est navigable par sections, en particulier entre Kinshasa et Kisangani (soit 2 495 km). Les chemins de fer contournent maintenant les trois grandes chutes, et une grande partie du commerce de l'Afrique centrale passe le long du fleuve, y compris le cuivre, l'huile de palme, le sucre, le café et le coton.
Le fleuve est également une source d'énergie hydroélectrique, et les barrages d'Inga au bas de Pool Malebo sont les premiers à exploiter ce potentiel.
En février 2005, la compagnie d'électricité nationale d'Afrique du Sud, l'Eskom, annonce une proposition visant à accroître la capacité d'Inga de façon spectaculaire grâce à l'amélioration des infrastructures existantes et la construction d'un nouveau barrage hydroélectrique. Selon les concepteurs, le projet aurait permis de porter la production maximale de l'installation à 40 GW, soit le double de celle du barrage des Trois-Gorges en Chine.

## Géographie
Fleuve d'Afrique centrale, le Congo est le second au monde par son débit (80 832 m3/s maximum) et le second plus long d'Afrique après le Nil.

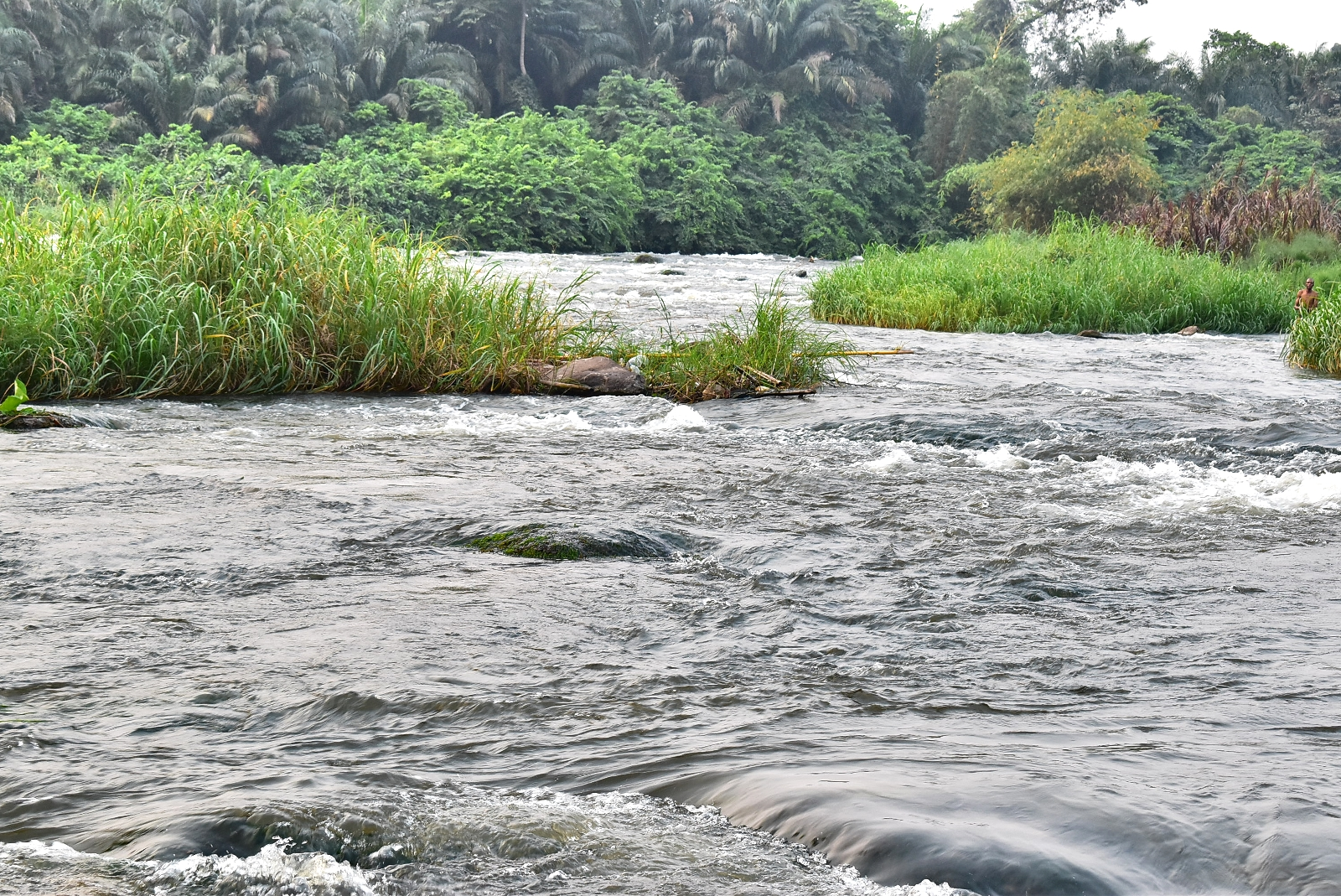
Le fleuve Congo et sa faune

Son cours est navigable par sections : il est entrecoupé par des rapides en amont avant Kisangani et en aval entre Kinshasa et l'Atlantique.
Avec la rivière Chambeshi, sa longueur totale est de 4 700 km (2 922 miles), ce qui en fait le deuxième plus long fleuve d'Afrique après le Nil et le huitième du monde. Le Congo et ses affluents traversent la deuxième plus grande forêt tropicale humide au monde. Ce fleuve possède également le second débit le plus élevé au monde, derrière le fleuve Amazone, et le deuxième bassin versant en termes d'importance. Une grande partie de ce bassin se trouvant de part et d'autre de l'équateur, le débit est stable, il y a toujours au moins un cours d'eau connaissant une saison des pluies.
Le Congo prend sa source dans les montagnes du grand rift est-africain, tout comme les lacs Tanganyika et Moero, qui alimentent le Lwalaba, qui devient le Congo en aval des chutes Boyoma. La rivière Chambeshi, en Zambie, est généralement considérée comme la source du Congo conformément à la pratique qui veut qu'on prenne pour source l'affluent le plus long, comme c'est le cas pour le Nil.
Le Congo s'écoule généralement vers l'ouest à partir de Kisangani, juste au bas des chutes, puis prend peu à peu des virages vers le sud-ouest, en passant par Mbandaka, se joignant à l'Oubangui, et se précipitant dans le Pool Malebo (Stanley Pool). Kinshasa (anciennement Léopoldville) et Brazzaville sont situés sur les rives opposées du fleuve au niveau du Pool Malebo, où le Congo se rétrécit et forme un certain nombre de cataractes créées par de profonds canyons et collectivement connues sous le nom de chutes Livingstone. Il s'écoule ensuite en direction de Matadi et Boma, puis se jette dans l'océan Atlantique au niveau de la petite ville de Muanda.

### Affluents majeurs

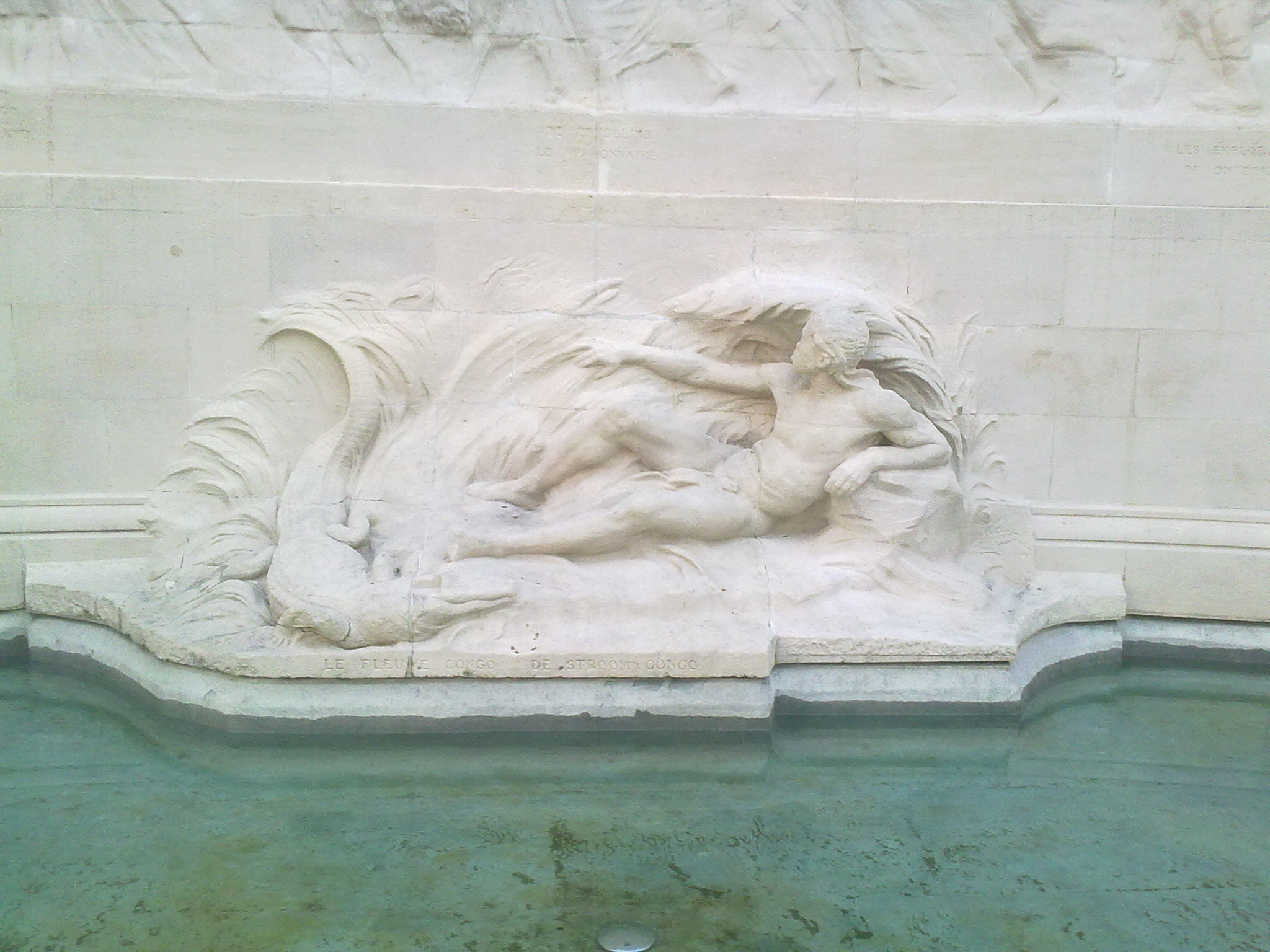
Allégorie du Congo par Thomas Vinçotte à Bruxelles, monument aux pionniers belges au Congo au parc du Cinquantenaire.

Lwalaba, de la source jusqu'à Kisangani, considéré comme le cours supérieur. Sur ce cours, le fleuve est souvent étroit, tortueux et coupé de chutes ou rapides à cause des montagnes et des hauts plateaux qu'il traverse.
- Lubudi
- Lufira
- Lwapula puis Luvwa
- Lukuga (rivière), exutoire du lac Tanganyika
- Lwika
- Lwama
- Lulindi
- Mulongoi
- Kunda
- Lubutu
- Lukange
- Kihamuwa
- Loho
- Elila
- Ambe
- Kasuku
- Ulindi
- Lowa
- Lindi, Tshopo

Cours moyen: il comprend le Haut Congo et le Moyen Congo. Sur ce parcours, le fleuve congolais traverse l'immense plaine centrale du pays. Son parcours est paisible et parsemé d'îles et bancs de sable. Sa largeur peut atteindre de 25 à 30 km, à Makanza.

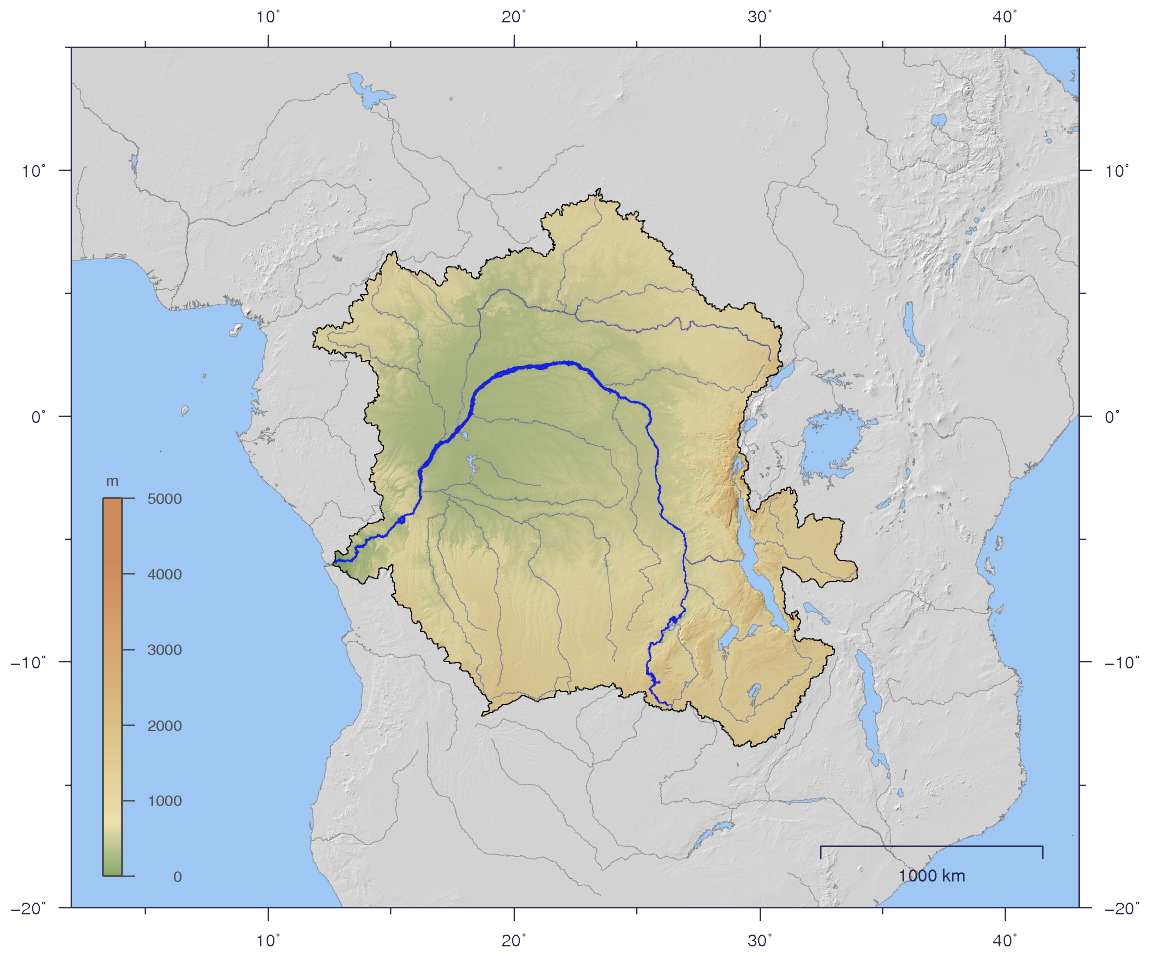
Carte topographique du bassin versant du Congo.

Haut Congo, de Kisangani à Mbandaka :
- Lomami
- Lukombe
- Ituri puis Aruwimi
- Moliba
- Itimbiri
- Mongala
  - Ebola et Dua
- Giri
- Lulonga; issu de la réunion de la Maringa et la Lolopori
  - Maringa
  - Lopori
- Ikelemba

Moyen Congo, de Mbandaka à Brazzaville/Kinshasa :
- Ruki
  - Tshuapa
    - Lomela

  - Momboyo
- Oubangui (en République centrafricaine); issu de la réunion de l'Uele et du Mbomou
  - Uele
  - Mbomou
- Sangha
  - Kadeï
  - Ngoko
- Likouala
- Lokoro
- Nkéni
- Léfini
- Kasaï ou Rio Casai (en Angola). Kwa entre le confluent avec la Fimi et le Congo
  - Fimi
  - Kwilu
    - Kwango
- Wamba
  - Sankuru
  - Luluwa
  - Tshikapa
  - Lukaya
- Lufimi
- Nsele
- Ndjili
- Fula
- Gombe

Bas Congo ou cours inférieur, de Brazzaville/Kinshasa à l'embouchure : il se partage en deux parties.
De Kinshasa à Matadi (350 km), le fleuve traverse les Monts du Bangu et compte 32 chutes qui rendent la navigation impossible.
De Matadi à l'océan (137 km), le fleuve calme laisse remonter les bateaux de mer. Entre Boma et Banana, des îles basses et marécageuses divisent le fleuve en de multiples bras.

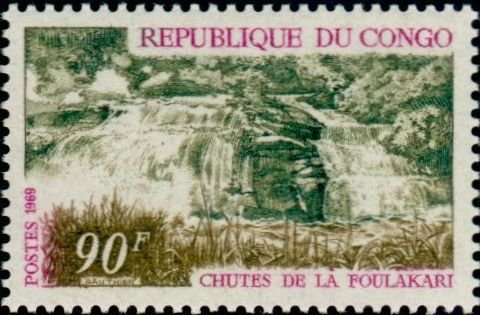
Chutes de la Foulakari (timbre émis par la République du Congo en 1970).

- Foulakari
- Inkisi
- Luvu ou Lufu
- Mpozo
- Bundi

### Principales îles
Lwalaba — en amont de Kisangani :
- Kewe, Mbie

Haut Congo — de Kisangani à Mbandaka :
- Eboro, Umata, Ifandu, Esabo, Elumba, Elima, Esumba, Ukaturaka, Sumba, Elolo, Sondji, Bolimba, Ilata, Maita, Kale-Kale

Moyen Congo — de Mbandaka à Brazzaville/Kinshasa :
- Nkasa, M'Bamou

 Bas Congo - de Brazzaville/Kinshasa à l'océan Atlantique :
- Mateba

### Principales villes
- Boma, Bumba, Brazzaville, Kinshasa, Kisangani, Matadi, Mbandaka

## Hydrométrie - Les débits à Kinshasa

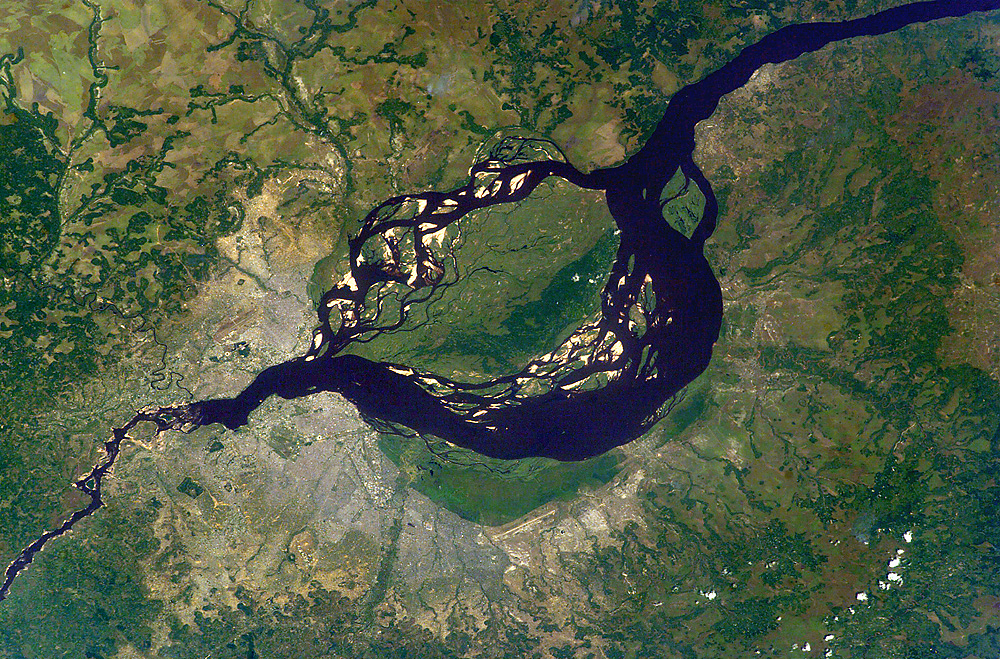
Image satellite du fleuve Congo à Kinshasa et Brazzaville au niveau du lac Pool Malebo, prise par la NASA.

Le débit du fleuve a été observé pendant 81 ans (1903-1983) à Kinshasa, capitale de la république démocratique du Congo située à quelque 3 937 kilomètres de sa source et à 480 kilomètres de son embouchure dans l'océan.
À Kinshasa, le débit annuel moyen ou module observé sur cette période a été de 39 536 m3/s pour une surface prise en compte d'environ 3 475 000 km2, soit près de 95 % de la totalité du bassin versant du fleuve.
La lame d'eau écoulée dans l'ensemble du bassin atteint ainsi le chiffre de 359 millimètres par an.
Le Congo est sans doute un des fleuves les plus réguliers d'Afrique et de la planète, très abondant et fort bien alimenté en toutes saisons. Le débit moyen mensuel observé en août (minimum d'étiage) atteint 31 086 m3/s, soit plus de la moitié du débit moyen du mois de décembre au débit moyen le plus élevé, ce qui est remarquable. Sur la durée d'observation de 81 ans, le débit mensuel minimal a été de 22 531 m3/s, tandis que le débit mensuel maximal s'élevait à 80 832 m3/s.

## Transport de sédiments
Ce fleuve transporte annuellement 86 millions de tonnes de sédiment en suspension vers l’océan Atlantique et une charge de fond de 6 % en plus.

## Ponts
- Pont Kongolo et pont Matadi, en république démocratique du Congo.
- Pont entre Kinshasa et Brazzaville en projet.